# 矢倉楓子
矢倉楓子（日语：／ Yagura Fūko，1997年2月24日—）是日本女演员，為女子偶像團體NMB48前成員，曾為NMB48的主力成員之一，大阪府出身。暱稱為「Fuuchan」（ふぅちゃん）。也曾兼任AKB48 Team A的成員。

## 經歴
2011年
- 5月，NMB48第二期生徵選最終審査合格。歌唱審查時唱的歌是大塚愛的《PEACH》。
- 6月5日，TOKYO DOME CITY HALL舉行的““献给错过的你们”～AKB48全体总动员公演～”中NMB48第2期研究生23名之1人初次披露。
- 7月30日（放送日）、被宣布成為初日公演的成員。是第13個被念到名字的成員。 [註 1]
- 8月13日，“NMB48 2期生「PARTY开始了」”的初日公演舉行，為選抜成員16名之1人在劇場公演出道。
- 8月14日，在大阪舉行的握手會上、被宣布成為NMB48第2張單曲《Oh My God!》的選拔成員, 為第一次進入NMB48選拔組。 [註 2]
- 12月3和4日，作為16名選拔成員之一，在SKE48劇場、AKB48劇場進行「PARTYが始まるよ」出張公演。

2012年
- 1月26日，從NMB48研究生29人之中選出Team M初期成員16人，昇格正規成員。
- 10月9日，NMB48的2周年紀念特別公演第二天表演中獲告知成為Team M的中心成員。[3]
- 11月25日在大阪市舉行的大阪馬拉松（日语：大阪マラソン）2012中和山本彩、渡辺美優紀、山田菜菜、藪下柊、小笠原茉由、城惠理子7人作慈善支持者參加。

2013年
- 4月28日，演唱会“AKB48團臨時總會～黑白分明！～”最終日的夜公演中，發表兼任AKB48 Team A。[4]，同日開始兼任[5]
- 5月22日, 於AKB48的第32單曲再見自由式首次進入AKB48選拔組。
- 6月8日，於AKB48第32張單曲選拔總選舉獲得第44名，為第一次入選, 成為Next Girls。

2014年
- 2月24日，於Zepp DiverCity Tokyo（日语：Zepp）舉辦的「AKB48集團大組閣祭」中宣布留任 Team M，且兼任隊伍 Team A 亦不變。[6]
- 3月22日, 以參演電影《NMB48 藝人！THE MOVIE》的身份與山本彩、渡邊美優紀、山田菜々、小笠原茉由、小谷里歩和藪下柊6人出席第五屆沖繩國際影展（日语：沖縄国際映画祭）[7]。
- 6月7日，於AKB48第37張單曲選拔總選舉獲得第41名, 較去年上升了3位, 留任Next Girls。[8]
- 9月30日，於「NMB48 Tour 2014 In Summer」演唱會中披露成為NMB第10張單曲的選拔成員之一，並且與白間美瑠共同擔任中心位置[9]。

2015年
- 3月26日，於埼玉超級競技場舉辦的「AKB48春季單獨演唱會～次期總現正修行中！～」演唱會上宣布新的組閣人事異動，矢倉預定將解除兼任AKB48 Team A[10]。
- 6月6日，於AKB48第41張單曲選拔總選舉獲得第40名, 較去年上升了1位, 留任Next Girls。[11]

2016年
- 4月3和4日，和山本彩到沙田大會堂，出席香港國際電影節《道頓堀，为我撒泪吧！ DOCUMENTARY of NMB48（日语：道頓堀よ、泣かせてくれ! DOCUMENTARY of NMB48）》的謝票活動。[12]
- 6月18日，於AKB48第45張單曲選拔總選舉獲得第33名, 擔任Next Girls的B面曲的中心位置。

2017年
- 10月11日，發表畢業宣言，宣布將於2018年3月自NMB48畢業[13]。

2018年
- 4月4日，於ORIX劇場（日语：オリックス劇場）舉行畢業演唱會『矢倉楓子 畢業演唱會 〜在同一個天空下〜』。[14]。
- 4月10日，舉行NMB48劇場的畢業公演，自演藝圈引退[15]。

2019年
- 5月8日，公布了签约Asia Promotion（日语：エイジアプロモーション）事务所并回归演艺圈的消息[16]。回归后的首次媒体出演是5月15日播出的日本电视台电视剧《白衣的战士!（日语：白衣の戦士!）》第5集[17]。

## 人物

### NMB48/AKB48相關
- 自我介紹（Catch phrase）是「Wonder（fu~！）　Power（fu~！）　Heart（fu~！）　大家好，這裡是fufu哦。我是暱稱楓醬的矢倉楓子。」（ワンダ〜（フ〜！）パワ〜（フ〜！）ハ〜ト（フ〜！）みんな、フ〜フ〜だよ。ふぅちゃんこと矢倉楓子です）。
- 在加入NMB48之前沒有舞蹈經驗。
- 參加甄選的契機是從小一直很憧憬演藝界，卻總是拿不出勇氣，但為了夢想，還是向前邁出了堅實的一步。 [註 3] [18]
- 於採訪中表示和2期生關係都很好，特別是當時擔任隊長的島田玲奈。[註 4]當島田玲奈因男性醜聞被處以暫停活動處分時，得知消息後哭得最厲害的是楓子。
- 喜歡的成員是前AKB48的前田敦子和NMB48的上西恵。 [註 5]

### 個人相關
- 暱稱為「楓醬」。這是朋友起的其中一個綽號。 「楓子」也經常被誤讀為「かえでこ」
- 「楓子」這個名字的由來、寄託了父母希望她能像楓樹一樣茁壯成長的願望。[19]
- 在單親家庭長大，與母親相依為命。[20]
- 3歲時，看到電視劇《秀逗小護士》（ナースのお仕事）裡的觀月亞里莎後，萌生了成為女優的想法。
- 有個小自己7歲的弟弟。由於母親要工作，一直以來都是矢倉在照顧弟弟。[20][註 6]
- 十分喜歡飯來看自己的公演。 [註 7]
- 和渡邊美優紀一樣，是防曬霜控。[註 8]
- 因為皮膚很白、很安靜，被NMB成員認為像幽靈一樣[21]。
- 興趣是閱讀少女漫画。鑑賞音樂[21]。
- 特技是短跑和閱讀[21]。
- 喜歡的女演員是吉高由里子[註 9] [22]。
- 在Google+中，AKB48團體的部活動是演劇部所屬[23]。
- 「Aruaru YY電視」的節目内独自的暱稱是Bad Boys・佐田正樹（日语：佐田正樹）藝人「おタコプー」的名字添加了「おたこフー」。
- NMB48劇場經理金子剛表示楓子「我行我素，慢性子，打扮、走路、換衣服都很慢的孩子。被叫到的時候雖然會回應『是』，但總給人不緊不慢的感覺。但是只要回家晚了的話，總會說『不想給媽媽添麻煩』，是個會替家人著想的孩子。」

## 參與曲目

### NMB48單曲CD
|      | 發行日期       | 單曲名稱             | 參與歌曲名稱          | 名義             | 收錄於        | MV | 備註                               |
| ---- | -------------- | -------------------- | --------------------- | ---------------- | ------------- | -- | ---------------------------------- |
| 2nd  | 2011年10月19日 | Oh My God!           | Oh My God!            |                  | 全版本        | ★  | A面曲 出道作品 首次進入NMB48選拔組 |
| 2nd  | 2011年10月19日 | Oh My God!           | 我在等待              |                  | 除劇場盤      |    |                                    |
| 2nd  | 2011年10月19日 | Oh My God!           | 結晶                  | 白組             | Type A 劇場盤 | ★  |                                    |
| 3rd  | 2012年2月8日   | 純情U-19             | 純情U-19              |                  | 全版本        | ★  | A面曲                              |
| 3rd  | 2012年2月8日   | 純情U-19             | 向右轉                | 紅組             | Type B 劇場盤 | ★  |                                    |
| 4th  | 2012年5月9日   | 海岸邊最可愛的女孩！ | 海岸邊最可愛的女孩！  |                  | 全版本        | ★  | A面曲                              |
| 4th  | 2012年5月9日   | 海岸邊最可愛的女孩！ | 最後的淨化            | 白組             | Type A 劇場盤 | ★  |                                    |
| 5th  | 2012年8月8日   | Virginity            | 沙灘上的手槍          | 難波鉄砲隊其之壱 | Type C        | ★  |                                    |
| 6th  | 2012年11月7日  | 北川謙二             | 北川謙二              |                  | 全版本        | ★  | A面曲                              |
| 6th  | 2012年11月7日  | 北川謙二             | In-goal               |                  | 除劇場盤      |    |                                    |
| 6th  | 2012年11月7日  | 北川謙二             | 戀愛被害屆            | 紅組             | Type B 劇場盤 | ★  |                                    |
| 6th  | 2012年11月7日  | 北川謙二             | 冬將軍的遺憾          | 難波鉄砲隊其之弐 | Type C        | ★  | 初次担任中心位置                   |
| 7th  | 2013年6月19日  | 我們的發現           | 我們的發現            |                  | 全版本        | ★  | A面曲                              |
| 7th  | 2013年6月19日  | 我們的發現           | 如觸不到卻碰得到      |                  | 除劇場盤外    |    |                                    |
| 7th  | 2013年6月19日  | 我們的發現           | 野蛮的软冰淇淋        | 紅組             | Type B 劇場盤 | ★  |                                    |
| 8th  | 2013年10月2日  | 大葱鸭们             | 大葱鸭们              |                  | 全版本        | ★  | A面曲                              |
| 8th  | 2013年10月2日  | 大葱鸭们             | 追忆光线              | 紅組             | Type B 劇場盤 | ★  |                                    |
| 9th  | 2014年3月26日  | 高山上的蘋果         | 高山上的蘋果          |                  | 全版本        | ★  | A面曲                              |
| 9th  | 2014年3月26日  | 高山上的蘋果         | 舞會上的戀人          | 白組             | Type A 劇場盤 | ★  |                                    |
| 10th | 2014年11月5日  | 真不像我             | 真不像我              |                  | 全版本        | ★  | A面曲 與白間美瑠共同擔任中心位置   |
| 10th | 2014年11月5日  | 真不像我             | 右手上的戒指          | Team M           | Type-B        | ★  |                                    |
| 11st | 2015年3月31日  | Don't look back!     | Don't look back!      |                  | 全版本        | ★  | A面曲                              |
| 11st | 2015年3月31日  | Don't look back!     | 內心，叫喊            | Team M           | Type-B        | ★  | 與白間美瑠共同擔任中心位置         |
| 12th | 2015年7月15日  | 榴槤少年             | 榴槤少年              |                  | 全版本        | ★  | A面曲                              |
| 12th | 2015年7月15日  | 榴槤少年             | 只屬於我的Secret time | Team M           | Type-B        | ★  | 與白間美瑠共同擔任中心位置         |
| 13th | 2015年10月7日  | Must be now          | 單戀不如回憶          |                  | 全版本        | ★  |                                    |
| 13th | 2015年10月7日  | Must be now          | Good-bye, Guitar      | Team M           | Type-B        | ★  | 與白間美瑠共同擔任中心位置         |
| 14th | 2016年4月27日  | 轻咬少女             | 轻咬少女              |                  | 全版本        | ★  | A面曲                              |
| 14th | 2016年4月27日  | 轻咬少女             | 趕緊戀愛              | Team M           | Type-B        | ★  | 與白間美瑠共同擔任中心位置         |
| 14th | 2016年4月27日  | 轻咬少女             | 道頓堀哟，让我哭泣!   |                  | 劇場盤        |    |                                    |
| 15th | 2016年8月3日   | 我不在               | 我不在                |                  | 全版本        | ★  | A面曲                              |
| 15th | 2016年8月3日   | 我不在               | 最後的五尺圓球        | Team M           | Type-B        | ★  | 與白間美瑠共同擔任中心位置         |
| 16th | 2016年12月28日 | 除我之外的人         | 除我之外的人          |                  | 全版本        | ★  | A面曲                              |
| 16th | 2016年12月28日 | 除我之外的人         | Let it snow !         | Team BII         | Type-C        | ★  | 與太田梦莉共同擔任中心位置         |

- 標註有「★」符號者表示該首歌曲有拍攝MV。

### AKB48單曲CD
|      | 發行日期       | 單曲名稱           | 參與歌曲名稱         | 名義          | 收錄於   | MV | 備註                      |
| ---- | -------------- | ------------------ | -------------------- | ------------- | -------- | -- | ------------------------- |
| 27th | 2012年8月29日  | 格子花紋           | 那一天的風鈴         | Waiting Girls | 剧场盘   |    |                           |
| 29th | 2012年12月5日  | 永遠的壓力         | HA!                  | NMB48         | Type-N   | ★  |                           |
| 30th | 2013年2月20日  | So long!           | Waiting room         | Under Girls   | 全版本   | ★  |                           |
| 31st | 2013年5月22日  | 再見自由式         | 再見自由式           |               | 全版本   | ★  | A面曲 首次進入AKB48選拔組 |
| 32nd | 2013年8月21日  | 戀愛的幸運餅乾     | 这一次一定要心醉神迷 | Next Girls    | 全版本   | ★  |                           |
| 33rd | 2013年10月30日 | 真心电流           | 快速与动体视力       | Under Girls   | 除Type-B | ★  |                           |
| 33rd | 2013年10月30日 | 真心电流           | 倒数KISS             | Team A        | Type-A   | ★  |                           |
| 34th | 2013年12月11日 | 倘若在梧桐樹什麼的 | 遇见你之后我变了     | NMB48         | Type-N   | ★  |                           |
| 35th | 2014年2月26日  | 勇往直前           | 比昨天更喜欢         | Smiling Lions | 全版本   | ★  |                           |
| 36th | 5月21日        | 拉布拉多尋回犬     | 拉布拉多尋回犬       |               | 全版本   | ★  | A面曲                     |
| 36th | 5月21日        | 拉布拉多尋回犬     | 你如此任性           | Team A        | Type-A   | ★  |                           |
| 37th | 2014年8月27日  | 心之告示牌         | 一個夏季的反抗期     | Next Girls    | Type A   | ★  |                           |
| 38th | 2014年11月26日 | 希望無限           | 順從的Slave          | Team A        | Type A   | ★  |                           |
| 38th | 2014年11月26日 | 希望無限           | Ambulance            | 百合組        | Type B   | ★  |                           |
| 39th | 2015年3月4日   | Green Flash        | 混混搖滾             |               | Type S   | ★  |                           |
| 39th | 2015年3月4日   | Green Flash        | 龐克搖滾             | NMB48         | Type N   | ★  |                           |
| 41st | 2015年8月26日  | Halloween Night    | 水中传导率           | Next Girls    | Type A   | ★  |                           |
| 43rd | 2016年3月9日   | 你就是旋律         | 紧抓不放的青春       | NMB48         | Type-B   | ★  |                           |
| 45th | 2016年8月31日  | LOVE TRIP/分享幸福 | 光与影的每一天       |               | 全版本   | ★  |                           |
| 45th | 2016年8月31日  | LOVE TRIP/分享幸福 | 没进化嘛             | Next Girls    | Type B   | ★  | Center                    |
| 47th | 2017年3月15日  | Shoot Sign         | 午夜的逞强           | NMB48         | Type-B   | ★  |                           |
| 48th | 2017年5月31日  | 空有愿望           | 当时的五百圆硬币     |               | Type-C   | ★  |                           |

- 標註有「★」符號者表示該首歌曲有拍攝MV。

### NMB48專輯CD
|     | 發行日期      | 專輯名稱                        | 參與歌曲名稱         | 名義       | 收錄於        | 備註                       |
| --- | ------------- | ------------------------------- | -------------------- | ---------- | ------------- | -------------------------- |
| 1st | 2013年2月27日 | 尖端頂點之上！                  | 尖端頂點之上！       |            | 全版本        | 全員合唱曲                 |
| 1st | 2013年2月27日 | 尖端頂點之上！                  | 12月31日             |            | 全版本        |                            |
| 1st | 2013年2月27日 | 尖端頂點之上！                  | With my soul         | Team M     | Type M 劇場盤 | 中心位置                   |
| 1st | 2013年2月27日 | 尖端頂點之上！                  | 鼻涕蟲的心           | 超偶像選抜 | Type M        |                            |
| 2nd | 2014年8月13日 | 世界的中心是大阪 ～難波自治區～ | 伊維薩女孩           |            | 全版本        | 此曲也是數位下載限定曲     |
| 2nd | 2014年8月13日 | 世界的中心是大阪 ～難波自治區～ | 夏天的催眠術         | Team M     | Type M        | 與白間美瑠共同擔任中心位置 |
| 2nd | 2014年8月13日 | 世界的中心是大阪 ～難波自治區～ | 別在意學生手冊的照片 |            | 全版本        |                            |
| 2nd | 2014年8月13日 | 世界的中心是大阪 ～難波自治區～ | 最盛期               |            | 全版本        | 與白間美瑠共同擔任中心位置 |
| 3rd | 2017年8月2日  | 难波爱～现在、想到的事情～      | 竟然是新加坡         |            | 全版本        |                            |
| 3rd | 2017年8月2日  | 难波爱～现在、想到的事情～      | 難波愛               |            | 全版本        |                            |

### AKB48專輯CD
|     | 發行日期      | 專輯名稱                     | 參與歌曲名稱                | 名義                       | 收錄於 | 備註 |
| --- | ------------- | ---------------------------- | --------------------------- | -------------------------- | ------ | ---- |
| 4th | 2012年8月15日 | 1830m                        | 藍天 不會寂寞嗎？           | AKB48、SKE48、NMB48和HKT48 | 全版本 |      |
| 5th | 2014年1月22日 | 未来轨迹                     | 教你 猎男的方法             |                            | Type-A |      |
| 5th | 2014年1月22日 | 未来轨迹                     | 足以确信的东西              | Team A                     | Type-A |      |
| 6th | 2015年1月21日 | 這裡是羅德斯島、在這裡跳吧！ | 這裡是羅德斯島､在這裡跳吧！ |                            | Type-A |      |
| 6th | 2015年1月21日 | 這裡是羅德斯島、在這裡跳吧！ | Oh!Baby!                    | Team A                     | Type-A |      |
| 8th | 2017年1月25日 | 点时成菁                     | 青涩的摇滚                  |                            | Type-B |      |

### 劇場公演
| 公演名稱                           | 參與歌曲名稱 | 備註     |
| ---------------------------------- | ------------ | -------- |
| 研究生時期                         |              |          |
| 2期生公演「PARTY開始了」           | 裙襬飄飄     |          |
| 2期生公演「PARTY開始了」           | 星之溫度     |          |
| Team M時期                         |              |          |
| Team M 1st Stage「偶像的黎明」     | 遺憾少女     |          |
| Team M 1st Stage「偶像的黎明」     | 單戀對角線   | 2nd unit |
| Team M 2nd Stage「RESET」          | 制服的抵抗   |          |
| Team M 2nd Stage「RESET」          | 心端的沙发   | 2nd unit |
| Team BII時期                       |              |          |
| Team BII 4th Stage「恋爱禁止条例」 | 傲娇女生     |          |

| 公演名稱                                   | 參與歌曲名稱 | 備註 |
| ------------------------------------------ | ------------ | ---- |
| Team A時期                                 |              |      |
| 篠田Team A 「Waiting」公演                 | 純愛的漸強音 |      |
| 橫山Team A 「Waiting」公演                 | 來一塊糖果   |      |
| AKB48 Team A 7th Stage「戀愛禁止條例」公演 | 心型病毒     |      |

## 出演

### 電視劇
- 《笑福亭仁鶴芸歴50周年記念ドラマ「だんらん」》（2013年1月4日、關西電視台） -飾 矢沢里美
- 《馬路須加學園4》 （2015年1月20日 - 3月31日、日本電視台）- 飾演 黑薔薇（クロバラ）
- 《馬路須加學園5》（2015年8月25日 - 、日本電視台、Hulu）- 飾演 黑薔薇（クロバラ）

### 綜藝節目
- 《明星尋找太郎》(「NMB48プロジェクト」、東京電視台)
- 《docking48》（2011年10月4日 - 2012年7月31日・9月25日、2012年11月6日 - 2013年3月26日、關西電視台）
- 《難波撫子》（2011年7月12日 - 12月28日、日本電視台）
- 《原來如此！高校》 (2012年4月12日、日本電視台）
- 《NMB48 藝人!》（2012年7月3日 - 9月25日、日本電視台）
  - 《NMB48 藝人!2》 (2013年4月3日 - 6月19日、日本電視台）
  - 《NMB48 藝人!3》 (2014年7月5日 - 、日本電視台）
- 《Aruaru YY電視》（2012年8月28日、2013年2月26日、TVQ九州放送）
- 《爆笑 大日本アカン警察》（2012年12月2日、2013年2月24日、富士電視台）
- 《NMB和學習君》（2013年4月11日 - 、關西電視台）
- 《AKB48神TV》 (2014年1月19日- 、ファミリー劇場)
- 《戀愛總選舉》（2014年9月10日、富士電視台）
- 《NMB的超級打工（日语：NMBのめっちゃバイト）》(2014年9月16日、關西電視台)

### 旅遊節目
- 《旅行心台灣》 NMB48-山田菜菜、三田麻央、矢倉楓子（2013年12月10日、東風衛視）

### 電影
- 《NMB48 藝人!THE MOVIE Returns～畢業！搞笑青春女孩！！向全新啟程～》（2014年7月25日預定上映[24]）

### CM
- 《第92回全国高校欖球大會》
- 《大阪府消費生活中心（2013年12月24日 - 12月31日、大阪府）
- （2013年7月22日 - 、關西・東海地区限定）

### 遊戲
- 《AKB1/149 戀愛總選舉》（PS3・PSP・PS Vita用、2012年12月20日、NBGI）
- 《AKB48之野望》 (網頁・IOS・Android用、2013年1月、GREE、Yahoo!モバゲー)

## 書籍

### 日曆
- 卓上 矢倉楓子 2014年カレンダー（2013年12月6日、ハゴロモ）

## 追加資料和注譯
1. ↑  「發表的時候心裡很緊張，在念到名字之前一直在流淚。既然有機會站到舞台上，就一定要把最好的表演呈獻給大家。」
2. ↑  「完全沒想過自己會被選上，知道要發表的消息後一邊想著『好厲害哦』一邊盯著屏幕、看到自己出現在屏幕上那一刻、突然變得很恐慌，驚訝得感覺時間就像停滯不動一樣。幾乎同時，喜悅也湧上心頭，心裡也想著要以更高處為目標繼續努力。真的非常開心。」
3. ↑  「從小一直很憧憬演藝界。但是自己總是拿不出勇氣向前邁出這一大步…」。「雖然想加入AKB48，但離家太遠只好放棄」。 「就在那時，得知自己很喜歡的AKB48的姐妹組合在招募2期生，忐忑不安之中報了名。合格發表的時候，根本不敢相信自己的名字會被念到！現在回想起來依然覺得像做夢一樣。不過終於朝自己的夢想邁出了堅實的一步，今後會為了更高的目標而繼續努力。」
4. ↑  「和2期生關係都很好。」「玲奈醬一直很照顧我們，很值得依賴。出道之前就是她一直帶領著我們，所以玲奈醬被選為2期生隊長，這個我們一開始就能想到。虽然同为2期生，但我很尊敬她。」「2期生里也有很多很有趣的成员，希望所有成员能成为一个整体被饭们所接受并给大家带去快乐。」
5. ↑  「前田敦子桑演技又好，形象又華麗。」「可愛溫柔的惠親最喜歡了。」
6. ↑  「有個年齡相差很大的弟弟的緣故，自己很喜歡小孩」
7. ↑  「相當一部分fan是看完公演才喜歡上自己。屬於不輕易放棄的類型、為了表演更加出色會一直堅持不懈地努力。性格非常執著」。自己說的話被否定了會一直糾纏他人不放，多年使用同一部手機的「固執」女！「請接受並喜歡上這樣的我！」
8. ↑  「楓醬有個不好的習慣，睡覺的時候也要塗防曬霜。1天要用掉2瓶、每次用完後都會說『想去便利店買防曬霜』」。福本愛菜說「這樣真的很不好。」
9. ↑  演繹了很多的角色 很厲害」

## 外部連結
- Asia Promotion個人介紹頁（日語）
- NMB48個人介紹頁（日語）
- AKB48個人介紹頁 （日語）
- NMB48官方Blog「矢倉楓子」 （日語）
- 矢倉楓子的X（前Twitter）（日語）
- 矢倉楓子在755的頁面（日語）
- 矢倉楓子的Instagram帳戶（日語）